# Левая Дозовка
Левая Дозовка — река в России, протекает по Гайнскому району Пермского края. Устье реки находится в 38 км по левому берегу реки Дозовка. Длина реки составляет 17 км.
Исток реки на Северных Увалах в 32 км к северо-востоку от посёлка Серебрянка (центр Серебрянского сельского поселения). Исток лежит на водоразделе бассейнов Волги и Северной Двины, рядом с истоком Левой Дозовки находится исток реки Вочь. Река течёт на юг по ненаселённому, частично заболоченному лесному массиву. Приток — Юсьель (левый).

## Данные водного реестра
По данным государственного водного реестра России относится к Камскому бассейновому округу, водохозяйственный участок реки — Кама от истока до водомерного поста у села Бондюг, речной подбассейн реки — бассейны притоков Камы до впадения Белой. Речной бассейн реки — Кама.
Код объекта в государственном водном реестре — 10010100112111100001914.